# Russell Poldrack

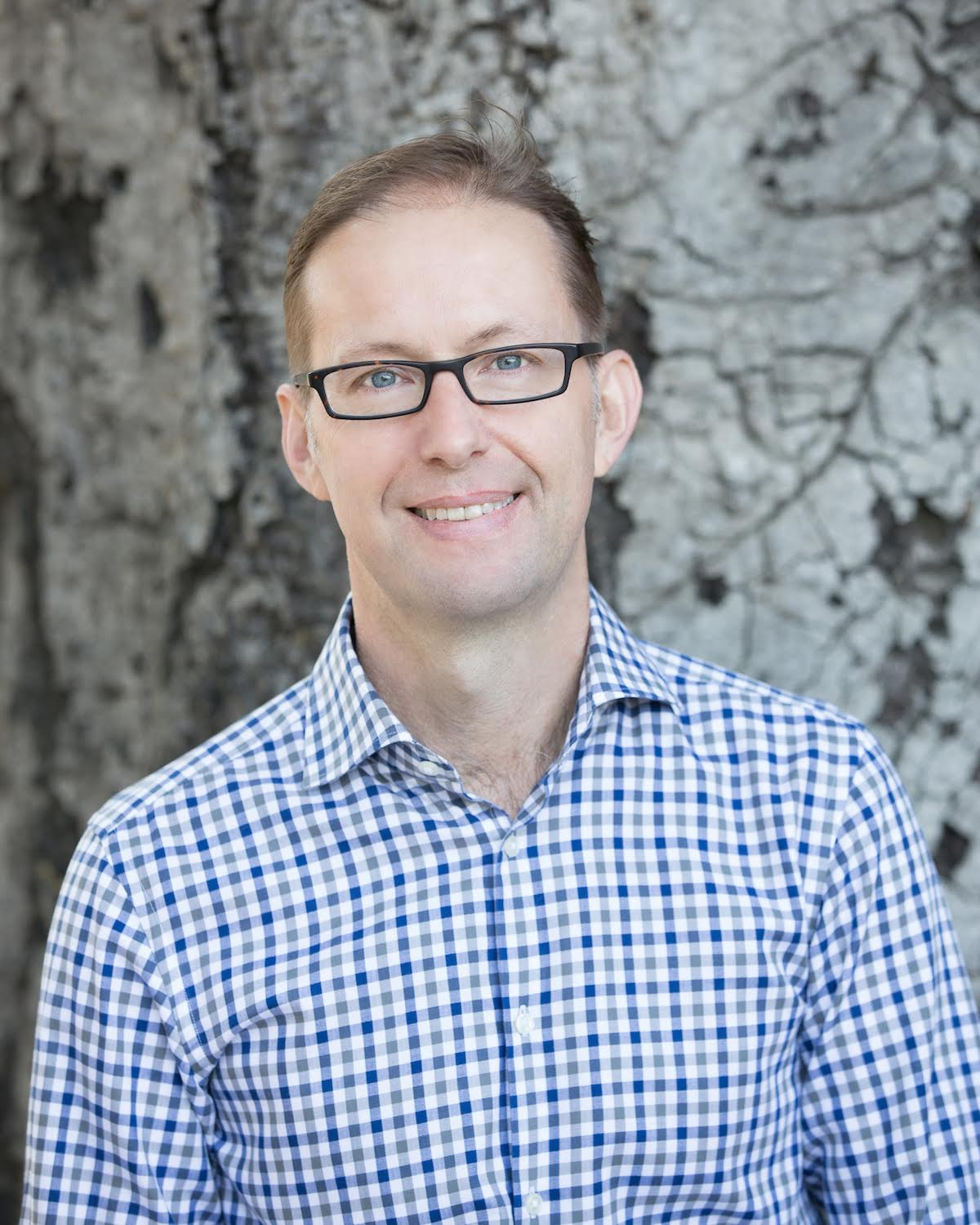
Russell Poldrack

Russell Alan Poldrack (* 1967) ist ein US-amerikanischer Psychologe und Neurowissenschaftler.
Poldrack ist Professor für Psychologie an der Stanford University. An der Stanford University ist er außerdem Associate Director von Stanford Data Science, Mitglied des Stanford Neuroscience Institute und Direktor des Stanford Center for Reproducible Neuroscience sowie des SDS Center for Open and Reproducible Science.

## Schriften (Auswahl)
- Russell A. Poldrack: The physics of representation. In: Synthese. 2000, S. 1–19.
- Russell A. Poldrack: Can cognitive processes be inferred from neuroimaging data? In: Trends in cognitive sciences. Band 10, Nr. 2, 2006, S. 59–63.
- T. Yarkoni, R. A. Poldrack, D. C. Van Essen, T. D. Wager: Cognitive neuroscience 2.0: building a cumulative science of human brain function. In: Trends in cognitive sciences. Band 14, Nr. 11, 2010, S. 489–496.
- Russell A. Poldrack: Inferring mental states from neuroimaging data: From reverse inference to large-scale decoding. In: Neuron. Vol. 72, Nr. 5, 2011, S. 692–697.
- R. A. Poldrack, M. J. Farah: Progress and challenges in probing the human brain. In: Nature. Band 526, Nr. 7573, 2015, S. 371–379, doi:10.1038/nature15692.
- Russell A. Poldrack, Tal Yarkoni: From brain maps to cognitive ontologies: informatics and the search for mental structure. In: Annual review of psychology. Band 67, Nr. 1, 2016, S. 587–612.
- K. J. Gorgolewski, T. Auer, V. D. Calhoun, R. C. Craddock, S. Das, E. P. Duff, ... R. A. Poldrack: The brain imaging data structure, a format for organizing and describing outputs of neuroimaging experiments. In: Scientific data. Band 3, Nr. 1, 2016, S. 1–9.
- Russell A. Poldrack: The New Mind Readers: What Neuroimaging Can and Cannot Reveal About Our Thoughts. Princeton University Press, 2018.
- Russell A. Poldrack: Hard to Break: Why Our Brains Make Habits Stick. Princeton University Press, 2021.
- E. Beam, C. Potts, R. A. Poldrack, A. Etkin: A data-driven framework for mapping domains of human neurobiology. In: Nature neuroscience. Band 24, Nr. 12, 2021, S. 1733–1744.
- C. J. Markiewicz, K. J. Gorgolewski, F. Feingold, R. Blair, Y. O. Halchenko, E. Miller, ... R. Poldrack: The OpenNeuro resource for sharing of neuroscience data. In: Elife. Band 10, 2021, Artikel e71774.
- C. Pernet, C. Svarer, R. Blair, J. D. Van Horn, R. A. Poldrack: On the long-term archiving of research data. In: Neuroinformatics. Band 21, Nr. 2, 2023, S. 243–246.
- E. S. Finn, R. A. Poldrack, J. M. Shine: Functional neuroimaging as a catalyst for integrated neuroscience. In: Nature. Band 623, 2023, S. 263–273. doi:10.1038/s41586-023-06670-9
- Russell Poldrack: Statistical Thinking: Analyzing Data in an Uncertain World. Princeton University Press, 2023.
- Poldrack, R. A., Markiewicz, C. J., Appelhoff, S., Ashar, Y. K., Auer, T., Baillet, S., ... & Gorgolewski, K. J. (2024): The past, present, and future of the brain imaging data structure (BIDS). Imaging Neuroscience, 2, 1-19.